# Старостина, Оксана Алексеевна
Оксана Алексеевна Старостина (11 января 1973) — российская футболистка, защитница. Мастер спорта России.

## Биография
В начале взрослой карьеры выступала за клуб «Калужанка», с ним в 1992 году победила в турнире первой лиги России и со следующего сезона выступала в высшей лиге. Бронзовый призёр чемпионата России 1994 года, полуфиналистка Кубка России 1995 года.
Позднее перешла в клуб «Рязань-ТНК»/«Рязань-ВДВ». В 1999 году стала чемпионкой России и финалисткой Кубка страны, а также была включена в список 33-х лучших футболисток страны под № 2. В составе рязанского клуба завоевала ещё один чемпионский титул (2000), бронзовые награды чемпионата (2001, 2002) и ещё дважды становилась финалисткой Кубка России (2000, 2001).
В 2004 году вместе с тренером Салехом Абдулкаюмовым и группой футболисток из Рязани перешла в клуб «Надежда» (Ногинск). По окончании сезона завершила профессиональную карьеру в большом футболе.
Во второй половине 2000-х годов играла в мини-футболе и футзале за клубы «Славия-ТГК-4» (Тула) и «Анненки» (Калуга), в том числе в высших дивизионах России по этим видам спорта. В 2011 году включалась в заявку клуба первого дивизиона по большому футболу «Калужаночка».